# Distretto di Buhweju
Il distretto di Buhweju è un distretto dell'Uganda, situato nella Regione occidentale.